# Moruloguina penthetria
Moruloguina penthetria är en insektsart som beskrevs av Young 1986. Moruloguina penthetria ingår i släktet Moruloguina och familjen dvärgstritar. Inga underarter finns listade i Catalogue of Life.